# Albinism
Albinism (din latină albus, „alb”; vedeți etimologia extinsă) este o formă de dezordine congenitală hipo-pigmentară, caracterizată de absența parțială (în hipomelanism, cunoscut și ca hipomelanoză) sau totală (în cazul amelanism-ului ori amelanoză) a pigmentului natural animal, melanina, în ochii, pielea și părul animalelor (sau, mai rar, doar în ochi).
Albinismul rezultă prin moștenire genetică a genelor recesive. Dezordinea respectivă poate afecta toate vertebratele, atât peștii, amfibienii, reptilele, păsările cât și mamiferele, inclusiv oamenii.

## La animale
Din cauza albinismului multe animale își pierd capacitatea de a se camufla și nu pot să se ascundă de prădători sau să-și vâneze prada; rata de supraviețuire a animalelor cu albinism în sălbăticie este de obicei foarte mică. Cu toate acestea, de protejarea animalelor afectate de albinism se ocupă grupuri cum ar fi Societatea de Conservare a Veverițelor cu Albinism.

## La oameni
Albinismul apare și la om. Oamenii cu pigmentare redusă au pielea, părul și ochii foarte deschise la culoare. Acești oameni trebuie să evite expunerea îndelungată la razele solare, să folosească permanent creme puternice de protecție solară, ochelari care să le apere ochii și haine cu mâneci lungi. Toate formele de albinism cauzează probleme ale dezvoltării și funcționării ochilor:
- strabism
- fotofobie
- mișcări rapide si involuntare ale ochilor
- diferite deficiențe de vedere (de exemplu miopie sau hipermetropie avansată, astigmatism, putându-se ajunge chiar până la orbire)